# USS Thetis Bay (CVE-90)
Авіаносець «Тетіс Бей» (англ. USS Thetis Bay (CVE-90)) — ескортний авіаносець США часів Другої світової війни, типу «Касабланка».

## Історія створення
Авіаносець «Тетіс Бей» закладений 22 грудня 1943 року на верфі Kaiser Shipyards у Ванкувері. Спущений на воду 16 березня 1944 року. Вступив у стрій 12 квітня 1944 року.

## Історія служби
Після вступу в стрій «Тетіс Бей» використовувався для перевезення літаків для потреб тактичного з'єднання TF58/38.
Після закінчення бойових дій корабель з серпня 1945 року по січень 1946 року перевозив американських солдатів та моряків на батьківщину (операція «Magic Carpet»).
7 серпня 1946 року авіаносець був виведений в резерв.
В 1955—1956 роках «Тетіс Бей» був перебудований в ударний вертольотоносець і 1 липня 1955 року отримав індекс CVHA-1.
Після перебудови повна водотоннажність склала 10 866 тонн, озброєння — 8 40-мм гармат. Корабель міг транспортувати 1004 морських піхотинці та до 20 вертольотів.
28 травня 1959 року корабель був перекласифікований в універсальний ударний десантний корабель-вертольотоносець  LPH-6. У серпні 1959 року «Тетіс Бей» використовувався для надання допомоги постраждалим від повені на Тайвані.
З 1962 року корабель ніс службу в Атлантиці та Карибському регіоні. Під час Карибської кризи брав участь в морській блокаді Куби.
1 березня 1964 року «Тетіс Бей» був виключений зі списків флоту і проданий на злам.